# Dương Đức Hiền
Dương Đức Hiền (1916–1963), là một nhà hoạt động chính trị Việt Nam. Ông là người sáng lập và là Tổng bí thư đầu tiên của Đảng Dân chủ Việt Nam. Ông đã từng giữ các chức vụ Bộ trưởng Bộ Thanh niên trong Chính phủ cách mạng lâm thời và Chính phủ liên hiệp lâm thời nước Việt Nam Dân chủ Cộng hòa.
Ông còn là Ủy viên Tổng bộ Việt Minh; Tổng Thư ký, Phó chủ tịch Uỷ ban Trung ương Mặt trận Liên Việt; và Ủy viên Ban Thư ký Uỷ ban Trung ương Mặt trận Tổ quốc Việt Nam.

## Tiểu sử
Ông quê ở thôn Linh Quy, xã Kim Sơn, huyện Gia Lâm, tỉnh Bắc Ninh (nay là Gia Lâm, Hà Nội). Thuở nhỏ, ông là học sinh trường Bưởi và sinh viên khoa Luật Đại học Đông Dương. Khi còn là sinh viên luật, ông phụ trách Tổng hội sinh viên, lãnh đạo nhóm sinh viên yêu nước của Đại học Đông Dương.
Năm 1940, ông tốt nghiệp cử nhân Luật tại Viện Đại học Đông Dương, rồi làm nghề dạy học và hoạt động xã hội. Ông là cộng tác viên của báo Thanh Nghị trong những năm 1939–1945.
Ngày 30 tháng 6 năm 1944, ông là một trong những người sáng lập và là Tổng bí thư đầu tiên của Đảng Dân chủ Việt Nam. Cuối năm 1944, để thực hiện chủ trương mở rộng quan hệ và tranh thủ sự giúp đỡ của các lực lượng đồng minh, đồng thời để ngăn chặn các lực lượng Việt Nam ở nước ngoài chống Việt Minh, tuyên truyền, vận động, phân hóa và lôi kéo họ vào cuộc đấu tranh chung của dân tộc, Thường vụ Trung ương Đảng Cộng sản Đông Dương và Tổng bộ Việt Minh cử đoàn đại biểu Việt Minh do ông Hoàng Quốc Việt làm Trưởng đoàn, ông Dương Đức Hiền - Tổng Thư ký Đảng Dân chủ làm Phó trưởng đoàn sang Quảng Tây (Trung Quốc) bàn việc hợp tác chống phát xít Nhật, theo lời mời của chính quyền Tưởng Giới Thạch.
Ngày 7 tháng 8 năm 1945, trong Quốc dân đại hội họp ở Tân Trào, ông là Ủy viên Ủy ban Dân tộc Giải phóng Việt Nam.
Từ năm 1945 cho đến cuộc kháng chiến chống Pháp ông đại diện Đảng Dân chủ trong Chính phủ lâm thời. Đại biểu Quốc hội khóa I (1946) các khóa II, III đơn vị tỉnh Bắc Ninh, ủy viên chính thức Ban Thường trực Quốc hội và ông cũng là đồng tác giả soạn thảo Hiến pháp năm 1946. Ông là Ủy viên chính thức của Ủy ban Thường trực Quốc hội khóa I và khóa II.
Ông đã từng giữ các chức vụ Bộ trưởng Bộ Thanh niên trong Chính phủ cách mạng lâm thời và Chính phủ liên hiệp lâm thời nước Việt Nam Dân chủ Cộng hòa.
Ông còn là Ủy viên Tổng bộ Việt Minh; Tổng Thư ký, Phó chủ tịch Uỷ ban Trung ương Mặt trận Liên Việt; và Ủy viên Ban Thư ký Uỷ ban Trung ương Mặt trận Tổ quốc Việt Nam.
Ông là một trong những trí thức có công lớn trong sự nghiệp xây dựng khối đại đoàn kết dân tộc và Mặt trận dân tộc thống nhất.

## Vinh danh
Tên ông được đặt cho một con đường tại phường Tây Thạnh (quận Tân Phú, Thành phố Hồ Chí Minh), quận Liên Chiểu (Đà Nẵng) và huyện Gia Lâm (Hà Nội; chạy dọc quốc lộ 17).